# Dysdera enghoffi
Dysdera enghoffi is een spinnensoort in de taxonomische indeling van de celspinnen (Dysderidae).
Het dier behoort tot het geslacht Dysdera. De wetenschappelijke naam van de soort werd voor het eerst geldig gepubliceerd in 1997 door Arnedo, Oromí & Carles Ribera.